# Unione Sportiva Sanremese 1942-1943
Questa pagina raccoglie i dati riguardanti l'Unione Sportiva Sanremese nelle competizioni ufficiali della stagione 1942-1943.

## Rosa
| N. |                      | Ruolo | Calciatore           |
| -- | -------------------- | ----- | -------------------- |
|    | Italia (bandiera)    | D     | Sauro Ascheri        |
|    | Argentina (bandiera) | A     | César Bertolo        |
|    | Italia (bandiera)    | A     | D. Bonelli           |
|    | Italia (bandiera)    | D     | G. Capioghi          |
|    | Italia (bandiera)    | D     | A. Claudio           |
|    | Italia (bandiera)    | C     | Nevio Del Monte      |
|    | Italia (bandiera)    | D     | S. Ferrabone         |
|    | Italia (bandiera)    | C     | G. Fregosi           |
|    | Italia (bandiera)    | D     | E. Galbiati          |
|    | Italia (bandiera)    | D     | Bruno Genti          |
|    | Italia (bandiera)    | A     | Fortunato Grammatica |
|    | Italia (bandiera)    | A     | Elvezio Granata      |

| N. |                   | Ruolo | Calciatore           |
| -- | ----------------- | ----- | -------------------- |
|    | Italia (bandiera) | C     | Pietro Guglieri      |
|    | Italia (bandiera) | A     | G. Karstudovich      |
|    | Italia (bandiera) | D     | G. Inghina           |
|    | Italia (bandiera) | A     | Marchisio            |
|    | Italia (bandiera) | A     | M. Mauri             |
|    | Italia (bandiera) | A     | P. Merli             |
|    | Italia (bandiera) | C     | G. Ravera            |
|    | Italia (bandiera) | A     | G. Riolfo            |
|    | Italia (bandiera) | C     | Lorenzo Ruffini      |
|    | Italia (bandiera) | C     | Mario Varglien       |
|    | Italia (bandiera) | P     | Alessandro Von Mayer |